# Fundación de Apoyo a la Investigación del Estado de São Paulo

fundação de Amparo à Pesquisa do Estado de São Paulo

La Fundación de Apoyo a la Investigación del Estado de Sao Paulo (en portugués Fundação de Amparo à Pesquisa do Estado de São Paulo; en inglés, São Paulo Research Foundation) (acrónimo en portugués FAPESP) es una fundación localizada en São Paulo, Brasil, con el objetivo de proporcionar becas, fondos y programas de apoyo a la investigación, la educación, e innovación, en instituciones públicas y privadas y empresas en el Estado de Sao Paulo. Fue fundada en 1962 y es mantenido por la dotación por parte del gobierno estatal que están garantizados como un porcentaje fijo de los ingresos tributarios del Estado, además de los ingresos generados por el fruto de sus considerables activos financieros.
FAPESP ha sido y sigue siendo una institución muy importante para la ciencia brasileña. Más recientemente su inversión en proyectos dirigidos y prioritarios, tales como la ciencia genómica y la innovación industrial, ha dado como resultado una gran visibilidad internacional de la ciencia y la tecnología brasileña. También ha apoyado la fuerte utilización de tecnologías de información digital en Sao Paulo, como el "Academic Network of São Paulo" (acrónimo en inglés ANSP), que es el proveedor académico de internet en el Estado, SciELO, uno de los mayores proyectos de bibliotecas digitales científicas en el mundo, y una red de institutos de investigación pioneros virtuales. La red académica de Sao Paulo se está actualizando para ser uno de los más rápidos en el mundo (Tidia), usando tecnologías de redes ópticas de telecomunicaciones.
FAPESP también ha sido últimamente activo en la popularización de la ciencia. Publica una revista de ciencias, Pesquisa FAPESP, que ha sido galardonada con el Premio José Reis de Divulgación Científica del Consejo Nacional de Desenvolvimiento Científico y Tecnológico (CNPq).